# Atacurile din Norvegia din 2011

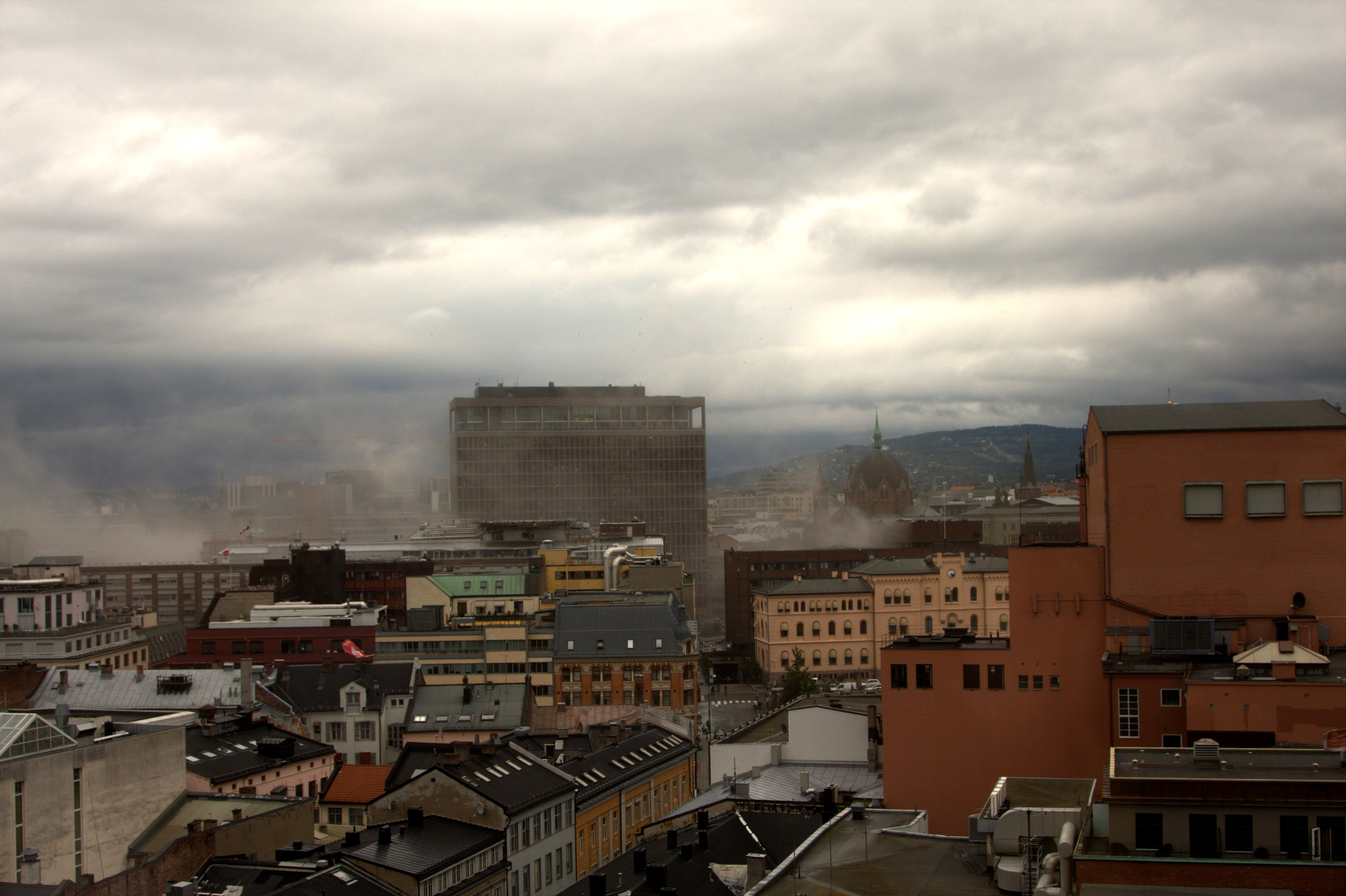
Fotografie imediat după ce a avut loc explozia

Atacurile din Norvegia din 2011 au fost două atacuri teroriste consecutive săvârșite de extremistul Anders Behring Breivik în data de 22 iulie 2011 la Oslo și pe insula Utøya. În cele două atacuri au fost ucise 77 de persoane.

## Desfășurare
La data de 22 iulie 2011 la 15:26 CEST, o explozie puternică propagată dintr-o mașină capcană din centrul capitalei norvegiene Oslo, în apropierea unor clădiri guvernamentale, a cauzat decesul a opt persoane și rănirea altora, dintre care mai mult de zece victime în stare critică.
În atacul cu arme asupra taberei de vară a tineretului laburist de pe insula Utøya au fost ucise 69 de persoane.
Poliția norvegiană l-a arestat pe Anders Behring Breivik, un extremist de dreapta norvegian în vârstă de 32 de ani, ca urmare a împușcăturilor în masă de pe insula Utøya, acesta fiind ulterior acuzat de producerea ambelor atacuri. Ca răspuns, Uniunea Europeană, NATO și țări din întreaga lume și-au exprimat sprijinul pentru Norvegia și au condamnat atacurile.